# Баретина

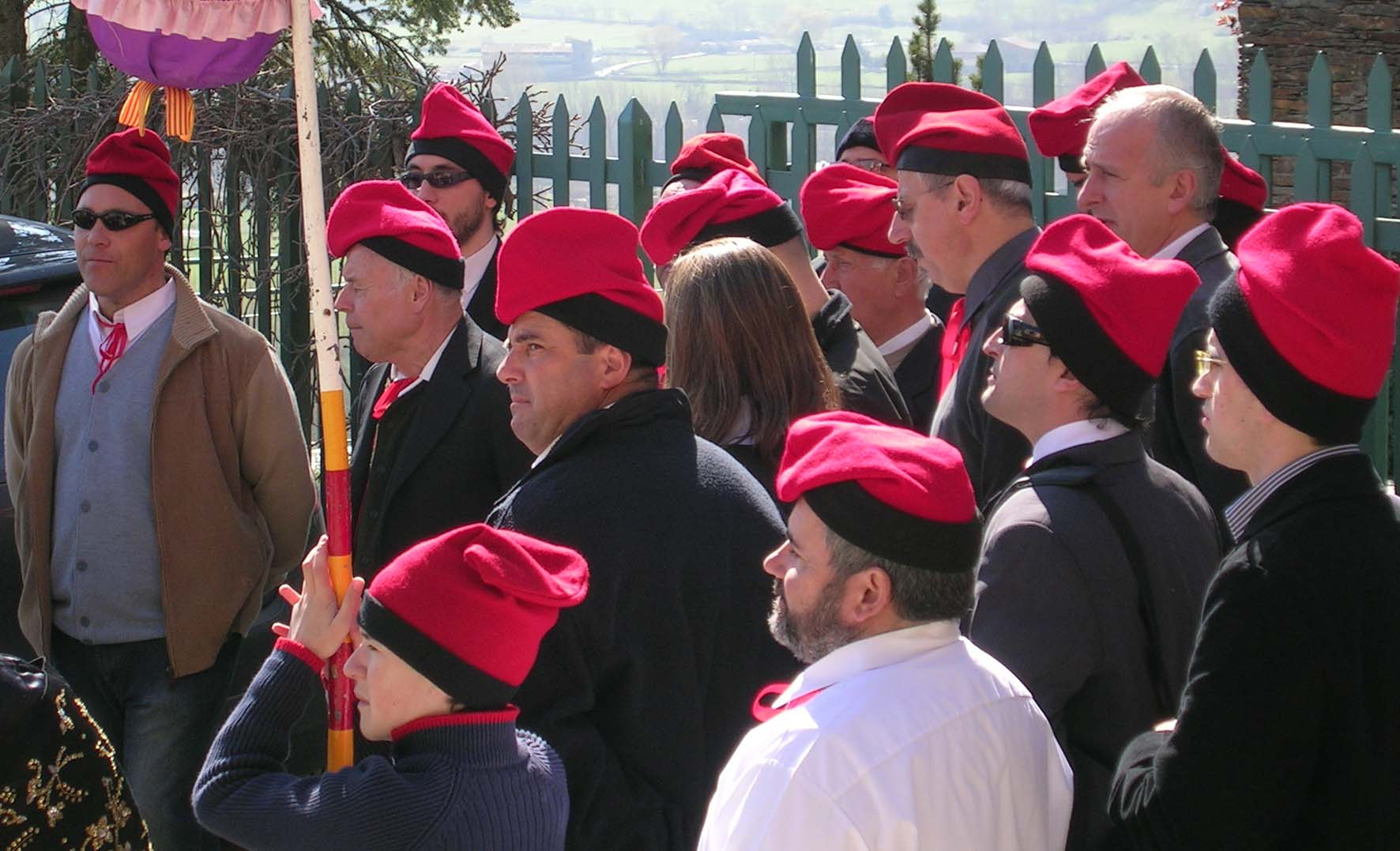
Каталонські чоловіки у баретінах.

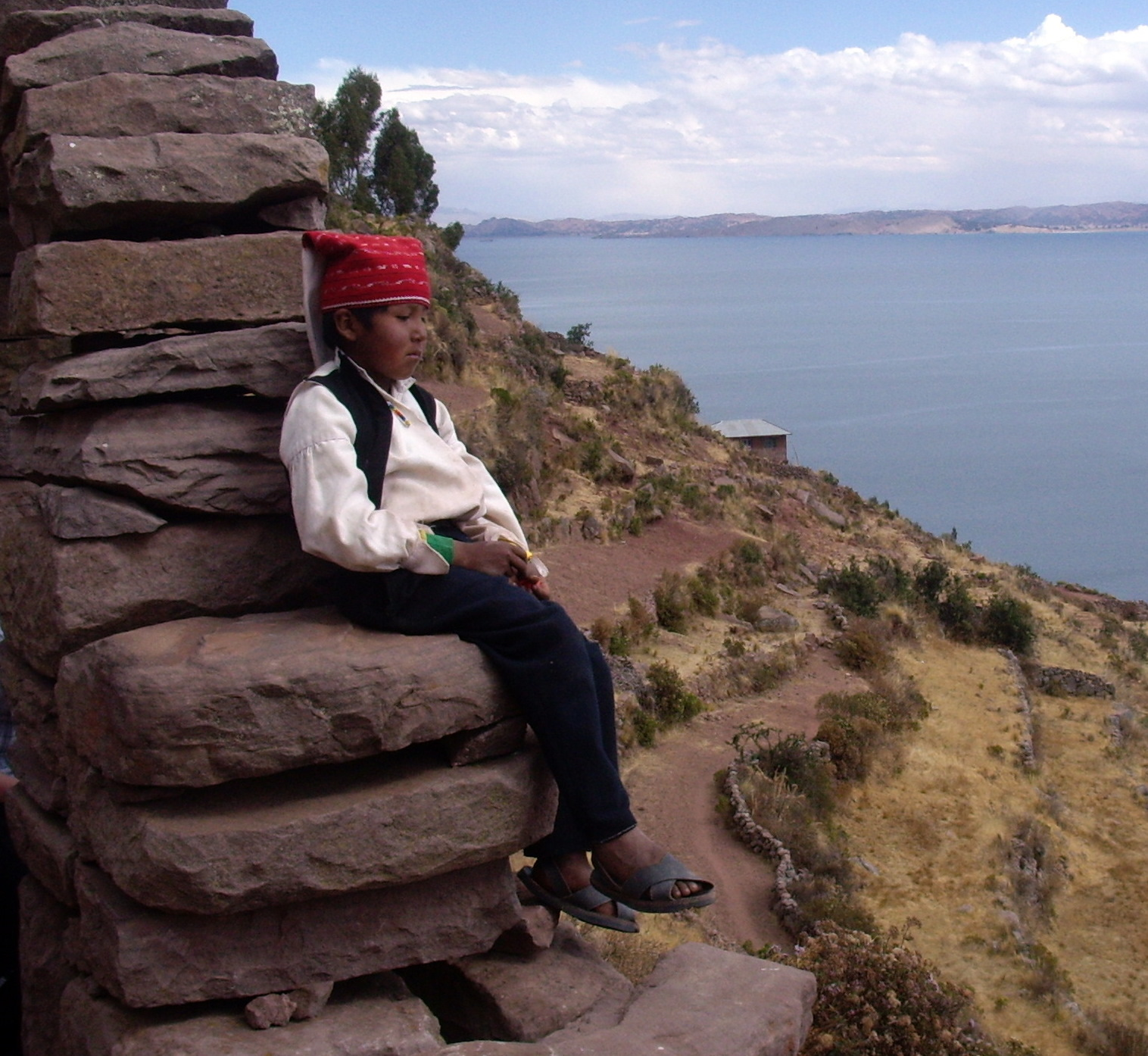
Хлопчик народу кечуа (Перу, озеро Тітікака) у традиційному одязі, включаючи баретіну (каталонська традиція, впроваджена у XV ст. Педро Ґонсалесом де Такілою).

Неаполітанський старий з люлькою, кошиком і в баретині, фото кін. XIX — поч. ХХ ст.ст.

Барети́на (кат. barretina, [bərəˈtinə]) — традиційний чоловічий головний убір каталонців.

## Опис баретіни

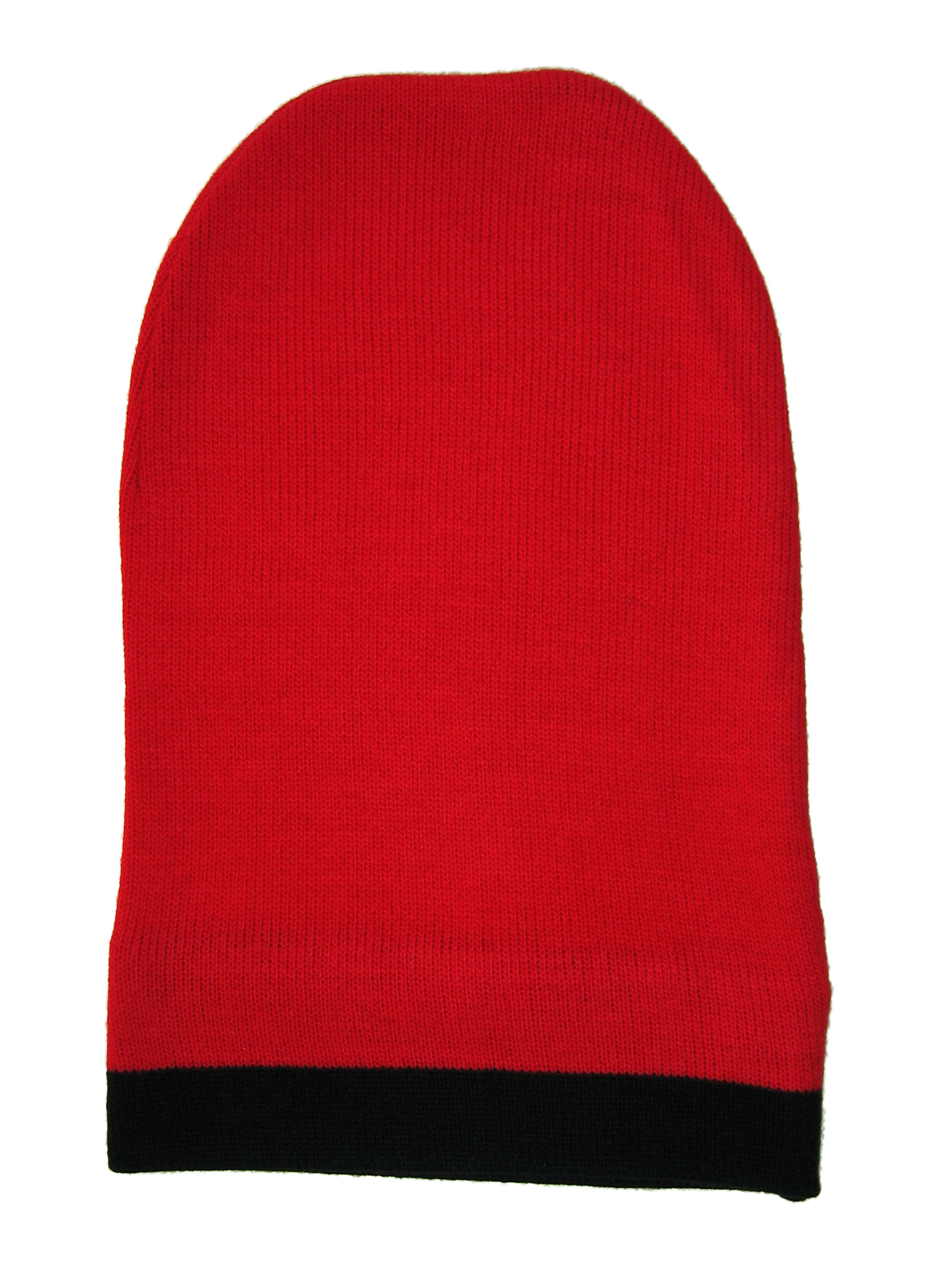
Випрямлена баретина.

Це вовняна шапочка у формі торбинки, зазвичай червоного кольору (іноді лілова), у каталонців здебільшого з чорною облямівкою нанизу, що служила за Середньовіччя відзнакою євреїв та моряків. Носять баретину кінчиком набакир.

## Поширення баретіни
Такий головний убір був взагалі поширений у християнських народів європейського західного Середземномор'я. Різновиди баретини знаходимо у Каталонії та Валенсії в Іспанії, на Корсиці та у Провансі у Франції, на італійських Сардинії та Сицилії і взагалі на південному узбережжі Італії (в тому числі і в Неаполі), частково у Португалії і навіть на Балканах.
У Каталонії, особливо в сільській місцевості, баретину як повсякденний головний убір носили аж до початку ХХ ст.

## Історія походження баретини
Етнографи схиляються до думки, що на терени Каталонії прообраз головного убору, відомий зараз як баретина, міг бути занесений давньогрецькими колоністами ще до нашої ери.
Першим документальним свідченням про баретину є малюнок середньовічного картографа з Мальорки Ієгу́ди Кре́скаса або Кре́скеса (кат. Jafuda Cresques), єврея-вихреста, християнське ім'я якого Жуа́н Рі́бас або Рі́бес (кат. Joan Ribes). В одній з морських мап, що датується 1375-1377 роками, є малюнок човна з човнярами у баретинах.
Цікаво, що саме баретина, як символ національно-визвольної боротьби латино-американських народів потрапила на державні герби Болівії, Колумбії, Куби, Сальвадору і Нікарагуа.
Популяризатором баретини у свій час, на початку ХХ століття, був славетний художник каталонського походження Сальвадор Далі, класичний образ якого саме у баретині.
Зі зростанням національної свідомості каталонців наприкінці XIX століття баретина перетворилась на справжній символ каталанізму.

## Баретина за сучасності
У теперішній час хоча баретина і вийшла з щоденного вжитку, але є дуже популярною. Її можна побачити на учасниках фольклорних колективів, а під час національних свят її вдягає багато каталонців як ознаку каталанізму.
Баретіна є гарним каталонським сувеніром для іноземних туристів. Каталонські різдвяні фігурки каґанерів зазвичай теж у баретинах.